# Эймс, Эдриэнн
Э́дриэнн Рут Эймс (англ. Adrienne Ruth Ames, в девичестве — Макклюр) (англ. McClure; 3 августа 1907 года, Форт-Уэрт, Техас, США — 31 мая 1947 года, Нью-Йорк, США) — американская актриса. За вклад в киноиндустрию была удостоена звезды Голливудской «Аллеи славы» на 1612 Вайн-стрит.

## Биография

### Ранние годы
Эдриэнн Рут Макклюр родилась 3 августа 1907 года Форт-Уэрте (штат Техас, США) в семье Самюэля Хью Макклюра и Фиоры Партении Макклюр и стала старшим ребёнком в семье. У неё была младшая сестра — Глэдис Этель Макклюр (1914—1933, погибла в автокатастрофе), актриса.

### Карьера
Её кинокарьера длилась 13 лет, в 1927—1940 годах, за это время актриса сыграла около 30-ти ролей в кино.

### Личная жизнь
Она трижды была замужем, но у неё не было детей.
- Первый супруг — Дьюард Тракс. Были женаты в 1925—1928 года.
- Второй супруг — Стивен Эймс (1898—1955), продюсер. Были женаты в 1929—1933 года.
- Третий супруг — Брюс Кэбот (1904—1972), актёр. Были женаты в 1933—1937 года.

### Смерть
39-летняя Эдриэнн Эймс скончалась от рака 31 мая 1947 года в Нью-Йорке (США). Актриса была похоронена на «Oakwood Cemetery» рядом со своей младшей сестрой Глэдис Макклюр, которая так же, как и она, умерла в молодости за 14 лет до неё.